# Fuerza Nueva (revista)
Fuerza Nueva fue una revista política publicada en España entre 1967 y 2017, vinculada ideológicamente al franquismo.

## Historia
Editada por la editorial y asociación homónima, fundada el 2 de mayo de 1966, y con Blas Piñar como promotor, su primer número apareció el 4 de enero de 1967, con un número 0 en diciembre del 1966. Tras la aparición de un partido político, Fuerza Nueva, se convertiría en órgano de este, el cual sin embargo se disolvería tras el fracaso electoral de 1982. Su periodicidad ha sido tanto semanal como quincenal.
Con temática a tratar de índole política y religiosa, ideológicamente estuvo vinculada a una defensa «a ultranza» de los valores del franquismo y una crítica a las iniciativas aperturistas dentro del régimen. Alcanzó sus mayores tiradas hacia 1979. Entrado el siglo XXI continuaba publicándose.
Ha sido dirigida por Jesús Mora, Antonio de Agustín, Francisco Sáez, Manuel Ballesteros, Raquel Heredia, Pedro Rodrigo y Luis Fernández-Villamea, entre otros, y en ella han colaborado autores como el propio Blas Piñar, César Esquivias, Juan Nuevo, José Luis Gómez Tello, Vicente Cerezo, Xavier Domínguez Marroquín, Ismael Herraiz, Waldo de Mier, Rafael García Serrano, Guillermo Fraile, Vintila Horia, Ángel Ruiz Ayúcar, Eduardo Comín Colomer, Francisco Alemany, José Luis Pérez, Ernesto Milà, Jorge Mota, Mariano de Zarco, Miguel Oltra, Venancio Marcos o Antonio de Lugo, entre otros.
Publicó su último número (1.466) en marzo de 2017.